# Дворец Рожмберков
Дворец Рожмберков (чеш. Rožmberský palác) или Институт благородных девиц (чеш. Ústav šlechtičen) — дворец в Пражском Граде, изначально ренессансный, построен в 1545—1574 годах родом Рожмберков. В 1600 году был продан королю Рудольфу II. В таком виде здание стояло до середины XVIII века, когда приказом Марии Терезии дворец был превращён в Институт благородных девиц, который правительница основала в 1753 году для 30 дочерей аристократии. Заведение прекратило своё существование в 1919 году, здание было отдано Министерству внутренних дел Чехии. В 1996—2007 году была произведена реконструкция, и дворцу вернули его первоначальный барочный вид.